# Orosz hússaláta
Az orosz konyha nevezetes előétele az orosz hússaláta vagy Olivje saláta. A saláta a nevét a 19. század közepén kapta megalkotójáról, Lucien Olivierről, a moszkvai Ermitázs („Ermitage“) étterem belga származású főszakácsáról.

## Története
A saláta története egészen a 20. század 30-as évekig tartott. A receptet Lucien Olivier helyettese a 19. század végén lemásolta és a Moszkva hotel éttermében tálalta fel, a drága alapanyagok helyett olcsóbb változatokat használt, az eredeti szószt a recept híján majonézre cserélte le.
1905-ös forradalmat követően Lucien Olivier örökösei visszatértek hazájukba. Időközben a saláta is új nevet és részben új összetételt kapott, így volt fővárosi-, ünnepi-, újévi saláta is.
Oroszországban a szilveszteri vacsora elképzelhetetlen az Olivje saláta nélkül, de más családi ünnepeknek is fontos étele.

## Összetétele
Az Olivje saláta különlegességét a ritka összetevőkön (fajd vagy fácán, fekete kaviár, rákfarok, borjúnyelv) kívül a hozzá adott salátaszósz jelentette, ennek a szósznak az összetételét Oliver mester haláláig titokban tudta tartani. Azonban az alapvető összetevői ismeretében a saláta egész Európában elterjedt, napjainkban Spanyolországban „Ensaladilla Rusa” néven egyike a legkedveltebb tapasoknak. Az orosz hússaláta kötelezően a következő alkotórészekből áll: főtt krumpli, sárgarépa, hagyma, savanyú uborka, főtt tojás, főtt kockára vágott csirkehús és a nevezetes olivje szósz helyett majonéz, vagy provanszi szósz.